# Armenfilm
Armenfilm (del ruso: Арменфильм), también conocidos como Hayfilm (en armenio: Հայֆիլմ) son unos estudios de cine de Ereván, Armenia. Fueron fundados en 1923 durante la época soviética y son los responsables de películas como El color de la granada (1969) o Barev, yes em (1966).

## Historia
Los estudios cinematográficos fueron creados el 16 de abril de 1923 en la Armenia soviética como la Organización Estatal de Cine y su primer director fue Daniel Dznuni.
Armenfilm fue vendido por el estado a inversionistas privados en 2005 con una larga lista de condiciones para revitalizar los equipos del estudio y producir contenido nuevo. Fue renombrado como CS Film Studios pero no produjo las nuevas películas requeridas. En 2015, el gobierno de Armenia decidió que la nueva administración no había cumplido con las condiciones de la venta y volvió a reclamar los activos del estudio.